# Dipoena labialis
Dipoena labialis là một loài nhện trong họ Theridiidae.
Loài này thuộc chi Dipoena. Dipoena labialis được Chuandian Zhu miêu tả năm 1998.